# Епархия Мар Аддая в Торонто
Епархия Мар Аддая в Торонто (лат. Eparchia Sancti Addai in urbe Torontina) — епархия Халдейской католической церкви с кафедрой в городе Торонто, Канада. Кафедральный собор — церковь Доброго Пастыря в Норт-Йорке, районе Торонто, в канадской провинции Онтарио.

## История
Епархия образована 10 июня 2011 года буллой Папы Римского Бенедикта XVI «Qui regimen». Юрисдикция епархии распространяется на верующих Халдейской католической церкви, проживающих на территории Канады.

## Ординарии епархии
- архиепископ ad personam Ханна Зора (10.06.2011 — 3.05.2014);
  - Дауд Баффро (3.05.2014 — 15.01.2015) (апостольский администратор);
- епископ Эммануэль Хана Шалета (15.01.2015 — 9.08.2017) — назначен епископом епархии Святого Петра в Сан-Диего;
  - Фрэнк Калабат (9.08.2017 — 31.10.2017) (апостольский администратор);
- епископ Бавай Соро (31.10.2017 — 11.09.2021);
- епископ Роберт Саид Джарджис (11.09.2021 — наст. вр.).